# النسر الرياضي بجلمة
النسر الرياضي بجلمة (بالفرنسية: Aigle Sportif de Jilma)‏، هو فريق كرة قدم تونسي تأسس عام 1959 في مدينة جلمة، ولاية سيدي بوزيد، يلعب هذا الفريق في الرابطة التونسية الثانية لكرة القدم في موسم 2023 - 2024.

## وصلات خارجية
- صفحة النسر الرياضي بجلمة على موقع كوووة.
- الموقع الرسمي للجامعة التونسية لكرة القدم.